# Euxoa hyrcana
Euxoa hyrcana là một loài bướm đêm trong họ Noctuidae.